# Flydubai

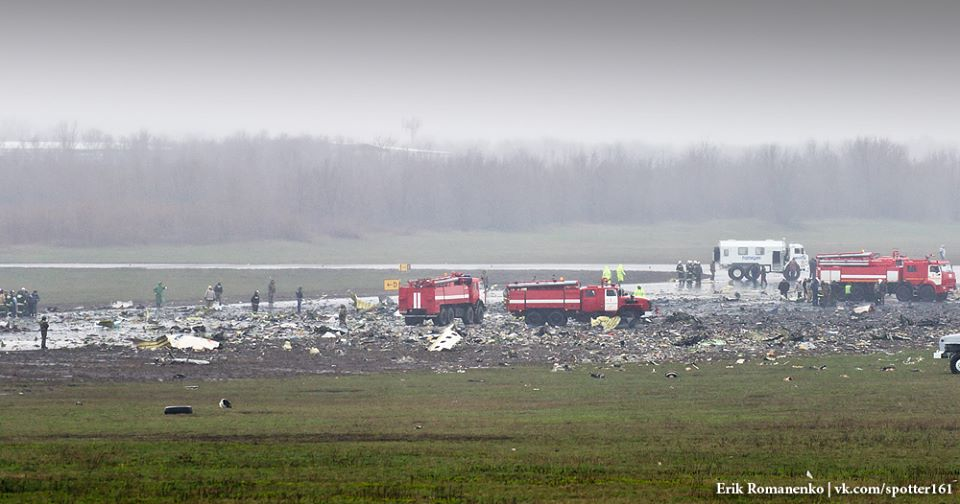
Trosky havarovaného Boeingu 737-800 flydubai na letišti Rostov na Donu po letu 891

Dubai Aviation Corporation (arabsky مؤسسة دبي للطيران) vystupující pod obchodním jménem flydubai (arabsky فلاي دبي) je nízkonákladová letecká společnost se základnou na letišti v Dubaji. V létě 2016 létala flydubai do 95 destinací v Asii, Evropě a Africe.

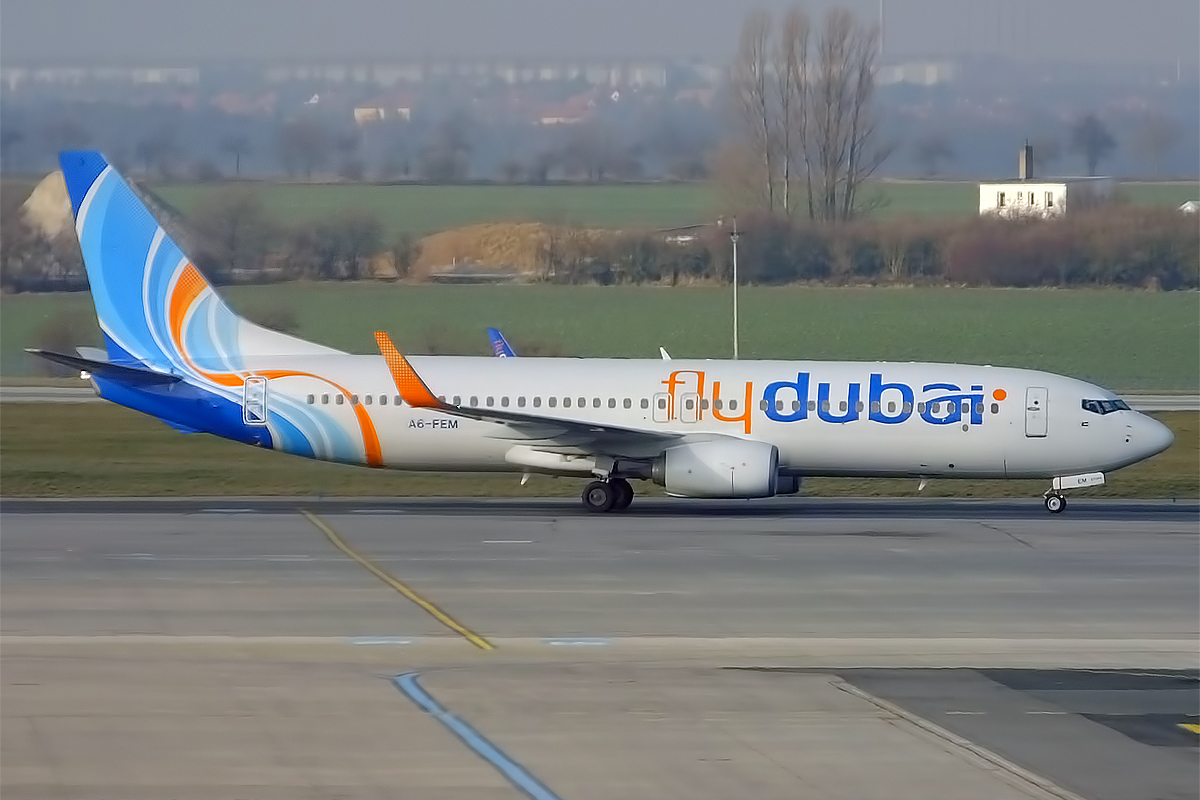
Boeing 737-800 flydubai registrace A6-FEM na letišti v Praze

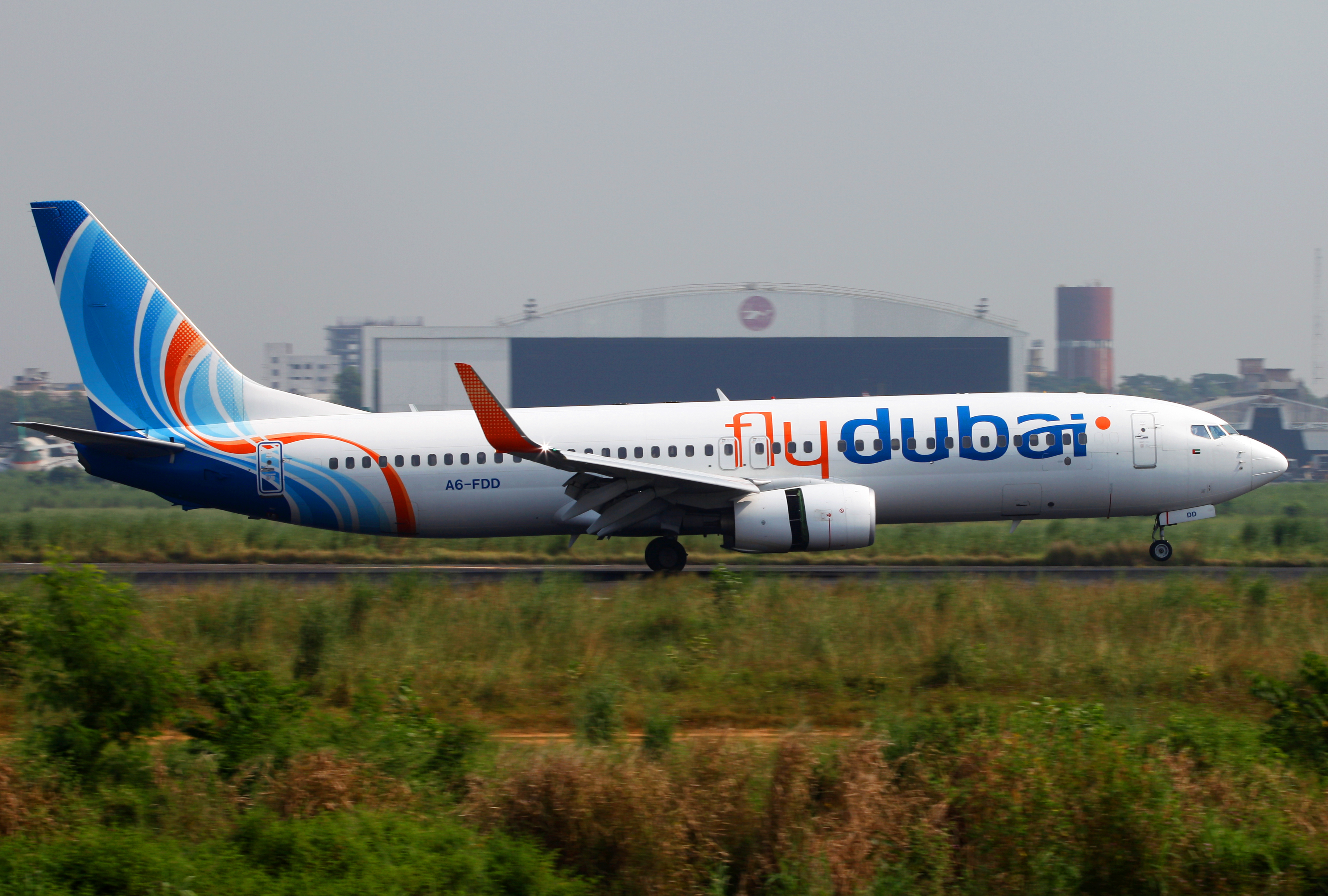
Boeing 737-800 flydubai

Společnost létá od prosince roku 2014 pravidelně do Prahy a Bratislavy, do Prahy od léta 2016 každodenně.

## Historie
Společnost založila v červenci 2008 dubajská vláda. Ačkoliv flydubai není členem The Emirates Group, společnost Emirates ji podporovala. 14. července 2008 si společnost na mezinárodním aerosalonu ve Farnborough závazně objednala 50 letadel typu Boeing 737-800, v celkové hodnotě 3,74 miliard $. První letadlo bylo společnosti dodané 17. května 2009. Společnost zahájila provoz 1. června 2009 otevřením linky z Dubaje do Ammánu, o den později byly zahájeny lety do Bejrútu. Síť linek se poté začala rychle rozrůstat, v roce 2012 létala již do 51 destinací. V červnu 2013 společnost přidala do svých letadel možnost nové cestovní business třídy, čímž si získala nové zákazníky.
Na Dubai Airshow 2016 oznámila společnost objednávku 75 Boeingů 737 MAX a 11 Boeingů 737-800 za 8,8 miliard $.

## Flotila
V listopadu 2019 se flotila flydubai skládala z těchto letadel:
| Letadlo           | Počet | Objednané | Cestující | Cestující | Cestující |
| Letadlo           | Počet | Objednané | C         | Y         | Celkem    |
| ----------------- | ----- | --------- | --------- | --------- | --------- |
| Boeing 737-800    | 40    | –         | –         | 189       | 189       |
| Boeing 737-800    | 40    | –         | 12        | 162       | 174       |
| Boeing 737 MAX 8  | 11    | 119       | 10        | 156       | 166       |
| Boeing 737 MAX 9  | 3     | 67        | 16        | 156       | 172       |
| Boeing 737 MAX 10 | –     | 50        | –         | –         | TBA       |
| Celkem            | 54    | 236       |           |           |           |

## Letecké nehody
Let Flydubai 981 – 19. března 2016 havaroval pravidelný let 981 na lince z Dubaje při pokusu o přistání na letišti v Rostově na Donu, všech 62 osob na palubě zemřelo. Byla to první nehoda s fatálními následky v historii společnosti. Příčiny se vyšetřují.